# Kevin Chou

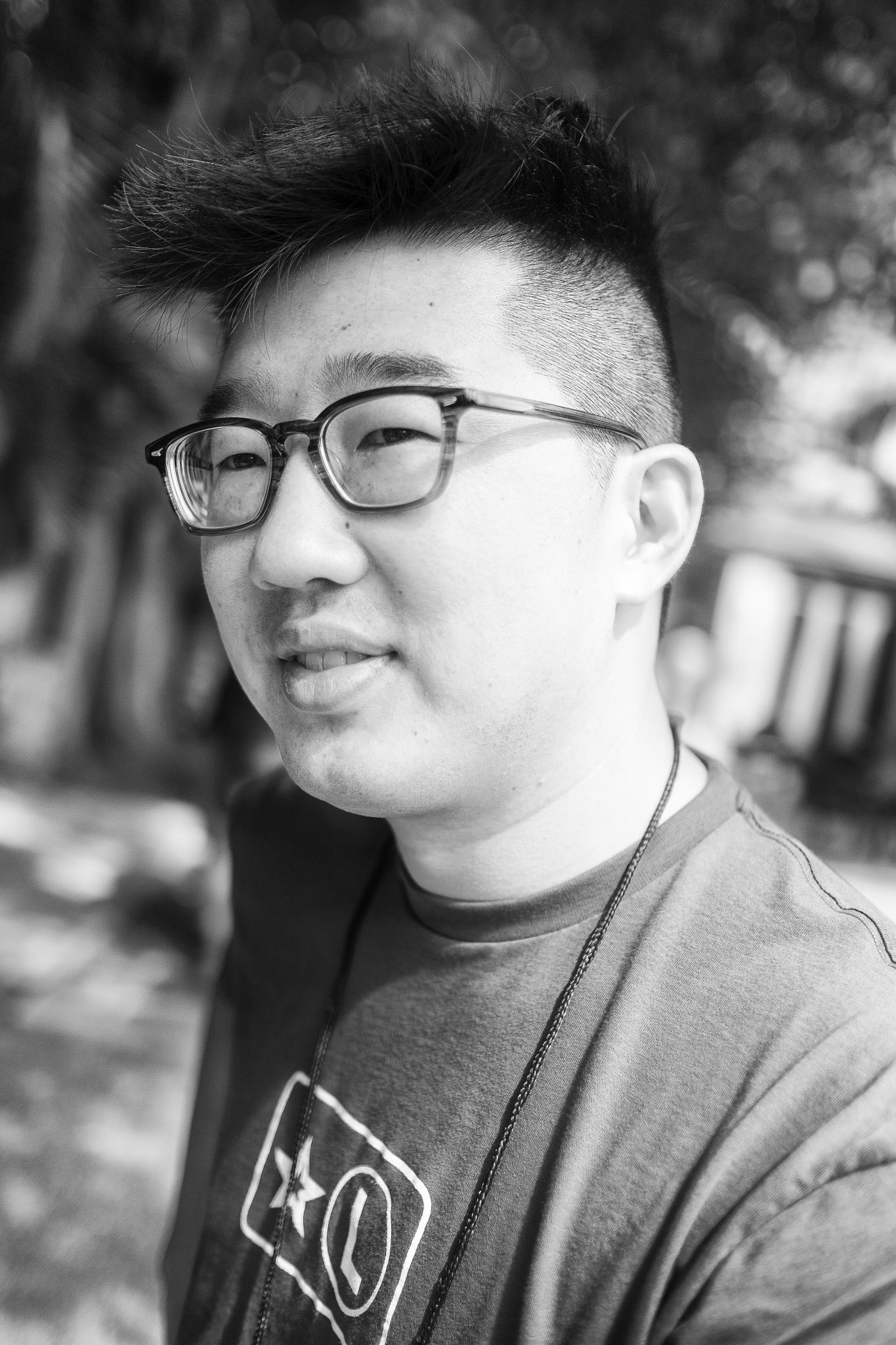
Kevin Chou 2014

Kevin Chou ist ein US-amerikanischer Videospieleentwickler und Unternehmer und ist vor allem als Mitbegründer und CEO der Videospielunternehmen Kabam bekannt. Chou ist auch Mitinhaber von Gen.G Esports, dem das Overwatch League Team Seoul Dynasty gehört.

## Leben
Chou wuchs in Moorpark, CA, einem Vorort von Los Angeles, auf und wurde von taiwanesischen Einwanderern aufgezogen. Chou studierte an der UC Berkeley und begann an der Wall Street, wo er bei der Deutschen Bank eintrat, um börsennotierte Technologieunternehmen in den Bereichen M&A und Finanzen zu beraten. Im Jahr 2006 gründete Chou mit drei Mitbegründern Watercooler, Inc. und versuchte, ein soziales Netzwerk für Sport-, Fernseh- und Filmfans aufzubauen, das schließlich zu einer Plattform für Fantasiesportarten wurde. Als das Unternehmen keine nennenswerte Aufmerksamkeit erhielt, pivote Chou das Unternehmen von Fantasiesportarten zu Facebook-Spielen und veröffentlichte 2009 das Spiel Kingdoms of Camelot. 2010 wurde die Firma in Kabam umbenannt. 2017 wurde Kabam gesplitet an Netmarble und FoxNext für 800 bis 900 Millionen US$ verkauft.